# 葛承刚
葛承刚，中华人民共和国政治人物、全国脱贫攻坚先进个人。

## 生平
葛承刚任国务院办公厅秘书二局四处副处长。因在脱贫攻坚战中作出突出贡献，2021年2月25日全国脱贫攻坚总结表彰大会上，葛承刚被授予“全国脱贫攻坚先进个人”。